# Rekombinator
Rekombinatoren beziehungsweise Wasserstoff-Rekombinatoren sind Geräte, die gasförmigen Wasserstoff katalytisch mit umgebendem Sauerstoff zu Wasser oxidieren.
Als Katalysatormaterial wird hierbei zumeist Palladium verwendet, welches auf ein Trägermaterial, beispielsweise kleine Aluminiumoxid-Kügelchen, aufgedampft wird.

## Einsatz in Akkumulatoren
Siehe auch: Bleiakkumulator
Bei Akkumulatoren mit flüssigem Elektrolyt, wie z. B. Blei-Säure- oder Nickel-Eisen-Akkumulatoren entsteht zum Ende des Ladevorganges an den Elektroden gasförmiger Sauer- und Wasserstoff durch Elektrolyse, der normalerweise entweicht. Der resultierende Wasserverlust muss durch Nachfüllen mit destilliertem Wasser ausgeglichen werden. Rekombinatoren in jeder Zelle können den Wasserverlust bis hin zur Wartungsfreiheit verringern.

## Einsatz in kerntechnischen Anlagen
Siehe auch: Entstehung von Wasserstoff im Artikel Kernschmelze
Wasserstoff-Rekombinatoren werden unter anderem in Kernkraftwerken eingesetzt, sog. Töpfer-Kerzen. In Normalbetrieb entstehen in einem Kernreaktor geringe, bei Unfällen mit Kühlungsausfall unter Umständen große Mengen an gasförmigem Wasserstoff. Bei Wasserstoff-Konzentrationen zwischen 4 und 75 Prozent in normaler Luft kann es zu Knallgasexplosionen (Wasserstoffexplosionen) kommen.
Die Wasserstoffexplosion am 28. März 1979 während des Nuklearunfalls im Kernkraftwerk Three Mile Island (USA) hätte möglicherweise mit Rekombinatoren verhindert werden können. Daher wurden unter anderem alle Kernkraftwerke in Deutschland verpflichtend mit Rekombinatoren ausgestattet. Wie eine Knallgasexplosion im Kernkraftwerk Brunsbüttel zeigte, nützen die in den Sicherheitsbehältern angebrachten Rekombinatoren jedoch nichts, wenn sich Wasserstoff innerhalb einer Rohrleitung des Reaktordruckbehälters entzündet.
Auch für Abklingbecken und Brennelementbehälter können Rekombinatoren verwendet werden, die dafür sorgen, dass der freigesetzte Wasserstoff zu Wasser abreagieren kann, bevor es zu einer explosiven Konzentration kommt.